# 75 a.C.

## Eventos
- Lúcio Octávio e Caio Aurélio Cota, cônsules romanos.
- Sexto ano da Guerra de Sertório contra Metelo Pio e Pompeu na península Ibérica.
  - Três sucessivas derrotas de Sertório o deixam em posição delicada.
  - Pompeu e Metelo Pio conseguem unir suas forças.

## Nascimentos
- Pompeu, o Jovem (data aproximada, m. 45 a.C.)